# Oleh Syn'ohub
Oleh Anatolijovyč Syn'ohub (in ucraino Олег Анатолійович Синьогуб?; Drabiv, 19 aprile 1989) è un calciatore ucraino, difensore dell'UCSA.

## Carriera
Dopo aver giocato a lungo con varie squadre nelle serie minori del campionato ucraino, nel 2017 si accorda con l'Inhulec', con cui nella stagione 2020-2021 esordisce nella massima serie ucraina, giocando 13 partite. L'anno successivo si accasa al Mynaj, altro club della massima serie ucraina.

## Statistiche

### Presenze e reti nei club
Statistiche aggiornate al 9 novembre 2021.
| Stagione                 | Squadra                  | Campionato               | Campionato | Campionato | Coppe nazionali | Coppe nazionali | Coppe nazionali | Coppe continentali | Coppe continentali | Coppe continentali | Altre coppe | Altre coppe | Altre coppe | Totale | Totale |
| Stagione                 | Squadra                  | Comp                     | Pres       | Reti       | Comp            | Pres            | Reti            | Comp               | Pres               | Reti               | Comp        | Pres        | Reti        | Pres   | Reti   |
| ------------------------ | ------------------------ | ------------------------ | ---------- | ---------- | --------------- | --------------- | --------------- | ------------------ | ------------------ | ------------------ | ----------- | ----------- | ----------- | ------ | ------ |
| lug.-dic. 2009           | Arsenal Bila Cerkva      | 1L                       | 8          | 0          | CU              | 0               | 0               |                    | -                  | -                  |             | -           | -           | 8      | 0      |
| mar.-mag. 2014           | Čerkas'kyj Dnipro        | 2L                       | 4          | 0          | CU              | 1               | 0               |                    | -                  | -                  |             | -           | -           | 5      | 0      |
| 2014-2015                | Čerkas'kyj Dnipro        | 2L                       | 24         | 0          | CU              | 1               | 0               |                    | -                  | -                  |             | -           | -           | 25     | 0      |
| 2015-2016                | Čerkas'kyj Dnipro        | 1L                       | 26         | 1          | CU              | 2               | 0               |                    | -                  | -                  |             | -           | -           | 28     | 1      |
| 2016-2017                | Čerkas'kyj Dnipro        | 1L                       | 33         | 0          | CU              | 2               | 0               |                    | -                  | -                  |             | -           | -           | 35     | 0      |
| Totale Čerkas'kyj Dnipro | Totale Čerkas'kyj Dnipro | Totale Čerkas'kyj Dnipro | 87         | 1          |                 | 6               | 0               |                    | -                  | -                  |             | -           | -           | 93     | 1      |
| 2017-2018                | Inhulec'                 | 1L                       | 13         | 0          | CU              | 0               | 0               |                    | -                  | -                  |             | -           | -           | 13     | 0      |
| 2018-2019                | Inhulec'                 | 1L                       | 22         | 1          | CU              | 3               | 0               |                    | -                  | -                  |             | -           | -           | 25     | 1      |
| 2019-2020                | Inhulec'                 | 1L                       | 24         | 0          | CU              | 3               | 0               |                    | -                  | -                  |             | -           | -           | 27     | 0      |
| 2020-2021                | Inhulec'                 | PL                       | 13         | 0          | CU              | 0               | 0               |                    | -                  | -                  |             | -           | -           | 13     | 0      |
| Totale Inhulec'          | Totale Inhulec'          | Totale Inhulec'          | 72         | 1          |                 | 6               | 0               |                    | -                  | -                  |             | -           | -           | 78     | 1      |
| 2021-2022                | Mynaj                    | PL                       | 12         | 0          | CU              | 0               | 0               |                    | -                  | -                  |             | -           | -           | 12     | 0      |
| Totale carriera          | Totale carriera          | Totale carriera          | 181        | 2          |                 | 12              | 0               |                    | -                  | -                  |             | -           | -           | 193    | 2      |

## Palmarès

### Club

#### Competizioni nazionali
- Campionato ucraino di terza divisione: 1

Čerkas'kyj Dnipro: 2014-2015